# Glyphyalinia
Glyphyalinia är ett släkte av snäckor. Glyphyalinia ingår i familjen Zonitidae.
Kladogram enligt Catalogue of Life:
| Glyphyalinia | \| \| Glyphyalinia carolinensis \| \| \| \| \| \| Glyphyalinia clingmani \| \| \| \| \| \| Glyphyalinia cryptomphala \| \| \| \| \| \| Glyphyalinia cumberlandiana \| \| \| \| \| \| Glyphyalinia floridana \| \| \| \| \| \| Glyphyalinia indentata \| \| \| \| \| \| Glyphyalinia junaluskana \| \| \| \| \| \| Glyphyalinia latebricola \| \| \| \| \| \| Glyphyalinia lewisiana \| \| \| \| \| \| Glyphyalinia luticola \| \| \| \| \| \| Glyphyalinia ocoae \| \| \| \| \| \| Glyphyalinia pecki \| \| \| \| \| \| Glyphyalinia pentadelphia \| \| \| \| \| \| Glyphyalinia picea \| \| \| \| \| \| Glyphyalinia praecox \| \| \| \| \| \| Glyphyalinia raderi \| \| \| \| \| \| Glyphyalinia rhoadsi \| \| \| \| \| \| Glyphyalinia rimula \| \| \| \| \| \| Glyphyalinia roemeri \| \| \| \| \| \| Glyphyalinia sculptilis \| \| \| \| \| \| Glyphyalinia specus \| \| \| \| \| \| Glyphyalinia umbilicata \| \| \| \| \| \| Glyphyalinia vanattai \| \| \| \| \| \| Glyphyalinia wheatleyi \| \| \| \| \| \| Glyphyalinia virginica \| \| \| \| |
|              | \| \| Glyphyalinia carolinensis \| \| \| \| \| \| Glyphyalinia clingmani \| \| \| \| \| \| Glyphyalinia cryptomphala \| \| \| \| \| \| Glyphyalinia cumberlandiana \| \| \| \| \| \| Glyphyalinia floridana \| \| \| \| \| \| Glyphyalinia indentata \| \| \| \| \| \| Glyphyalinia junaluskana \| \| \| \| \| \| Glyphyalinia latebricola \| \| \| \| \| \| Glyphyalinia lewisiana \| \| \| \| \| \| Glyphyalinia luticola \| \| \| \| \| \| Glyphyalinia ocoae \| \| \| \| \| \| Glyphyalinia pecki \| \| \| \| \| \| Glyphyalinia pentadelphia \| \| \| \| \| \| Glyphyalinia picea \| \| \| \| \| \| Glyphyalinia praecox \| \| \| \| \| \| Glyphyalinia raderi \| \| \| \| \| \| Glyphyalinia rhoadsi \| \| \| \| \| \| Glyphyalinia rimula \| \| \| \| \| \| Glyphyalinia roemeri \| \| \| \| \| \| Glyphyalinia sculptilis \| \| \| \| \| \| Glyphyalinia specus \| \| \| \| \| \| Glyphyalinia umbilicata \| \| \| \| \| \| Glyphyalinia vanattai \| \| \| \| \| \| Glyphyalinia wheatleyi \| \| \| \| \| \| Glyphyalinia virginica \| \| \| \| |
|              | Gastrodonta |
|              | |
|              | Hawaiia |
|              | |
|              | Mesomphix |
|              | |
|              | Nesovitrea |
|              | |
|              | Ogaridiscus |
|              | |
|              | Oxychilus |
|              | |
|              | Paravitrea |
|              | |
|              | Pilsbryna |
|              | |
|              | Pristiloma |
|              | |
|              | Striatura |
|              | |
|              | Ventridens |
|              | |
|              | Vitrea |
|              | |
|              | Vitrinizonites |
|              | |
|              | Zonitoides |
|              | |
|              | Glyphyalinia carolinensis |
|              | |
|              | Glyphyalinia clingmani |
|              | |
|              | Glyphyalinia cryptomphala |
|              | |
|              | Glyphyalinia cumberlandiana |
|              | |
|              | Glyphyalinia floridana |
|              | |
|              | Glyphyalinia indentata |
|              | |
|              | Glyphyalinia junaluskana |
|              | |
|              | Glyphyalinia latebricola |
|              | |
|              | Glyphyalinia lewisiana |
|              | |
|              | Glyphyalinia luticola |
|              | |
|              | Glyphyalinia ocoae |
|              | |
|              | Glyphyalinia pecki |
|              | |
|              | Glyphyalinia pentadelphia |
|              | |
|              | Glyphyalinia picea |
|              | |
|              | Glyphyalinia praecox |
|              | |
|              | Glyphyalinia raderi |
|              | |
|              | Glyphyalinia rhoadsi |
|              | |
|              | Glyphyalinia rimula |
|              | |
|              | Glyphyalinia roemeri |
|              | |
|              | Glyphyalinia sculptilis |
|              | |
|              | Glyphyalinia specus |
|              | |
|              | Glyphyalinia umbilicata |
|              | |
|              | Glyphyalinia vanattai |
|              | |
|              | Glyphyalinia wheatleyi |
|              | |
|              | Glyphyalinia virginica |
|              | |

|  | Glyphyalinia carolinensis   |
|  |                             |
|  | Glyphyalinia clingmani      |
|  |                             |
|  | Glyphyalinia cryptomphala   |
|  |                             |
|  | Glyphyalinia cumberlandiana |
|  |                             |
|  | Glyphyalinia floridana      |
|  |                             |
|  | Glyphyalinia indentata      |
|  |                             |
|  | Glyphyalinia junaluskana    |
|  |                             |
|  | Glyphyalinia latebricola    |
|  |                             |
|  | Glyphyalinia lewisiana      |
|  |                             |
|  | Glyphyalinia luticola       |
|  |                             |
|  | Glyphyalinia ocoae          |
|  |                             |
|  | Glyphyalinia pecki          |
|  |                             |
|  | Glyphyalinia pentadelphia   |
|  |                             |
|  | Glyphyalinia picea          |
|  |                             |
|  | Glyphyalinia praecox        |
|  |                             |
|  | Glyphyalinia raderi         |
|  |                             |
|  | Glyphyalinia rhoadsi        |
|  |                             |
|  | Glyphyalinia rimula         |
|  |                             |
|  | Glyphyalinia roemeri        |
|  |                             |
|  | Glyphyalinia sculptilis     |
|  |                             |
|  | Glyphyalinia specus         |
|  |                             |
|  | Glyphyalinia umbilicata     |
|  |                             |
|  | Glyphyalinia vanattai       |
|  |                             |
|  | Glyphyalinia wheatleyi      |
|  |                             |
|  | Glyphyalinia virginica      |
|  |                             |